# Île Vas-t'y-Frotte
L'île Vas-t'y-Frotte est une île et réserve naturelle sur la Meuse en amont de la ville belge de Namur, à hauteur de La Plante. Longue de 700 mètres, elle couvre 3,45 hectares. L'île est protégée dans le cadre du réseau de sites naturels Natura 2000 et classée par l'arrêté royal du 9 mars 1995.
Des plantations d'arbres tels que l'aulne, le peuplier et le hêtre ont été effectuées. Aujourd'hui, des ronciers se développent dans lesquels poussent diverses espèces de plantes et fleurs.

## Histoire
L'île a été un domaine militaire de 1953 à 2013, elle servait de terrain d’entraînement pour le déminage et les exercices de pontage. L'île faisait partie de la Caserne du Génie de Jambes.
En 2013, l'armée belge a revendu l'île à la Région wallonne (département Nature et Forêt) pour la somme de 46 000 €.

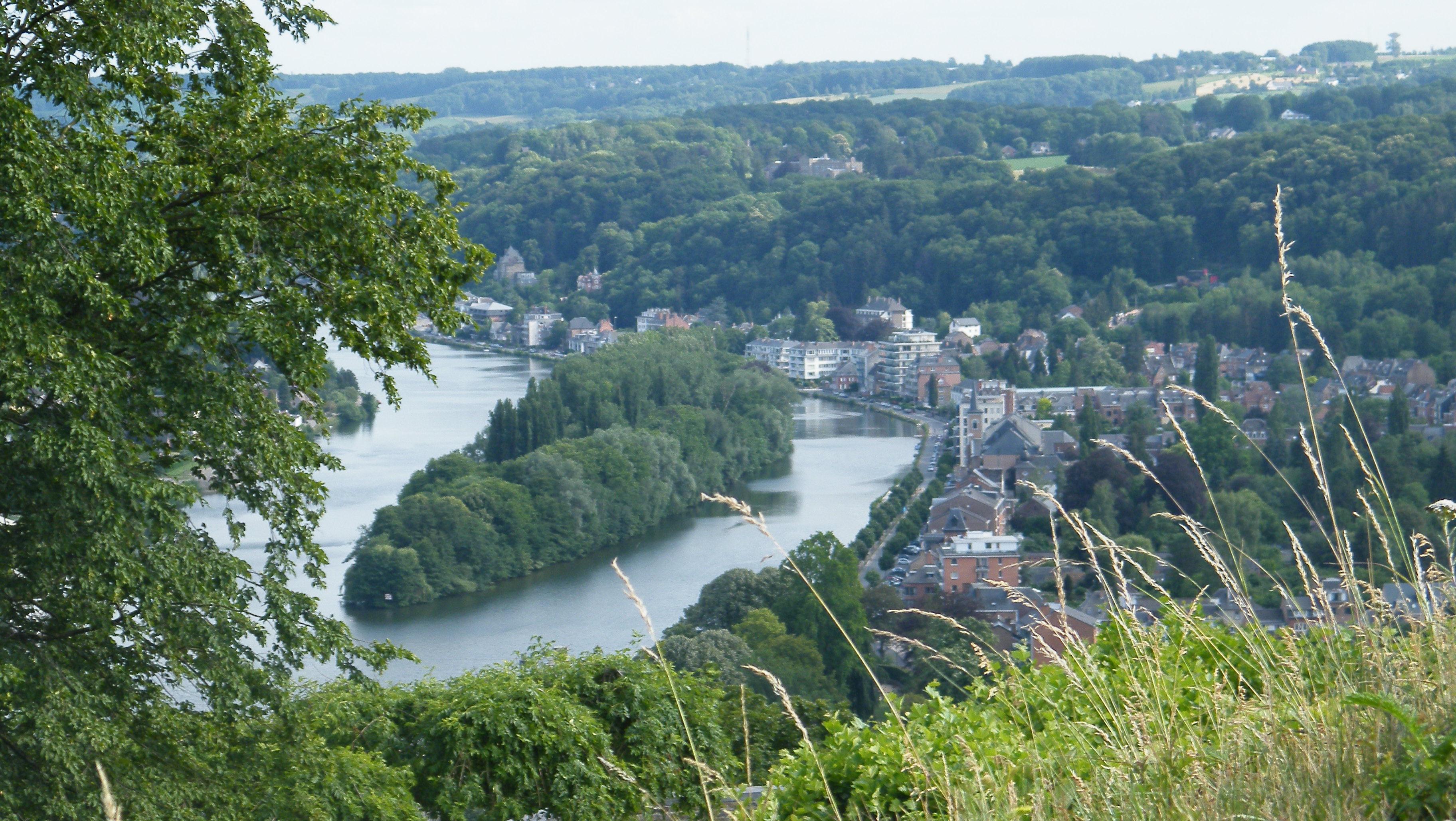
Île Vas-t'y-Frotte, vue depuis la citadelle de Namur.